# Raspjevana revolucija
Raspjevana revolucija (est.: laulev revolutsioon; let.: dziesmotā revolūcija; lit.: dainuojanti revoliucija) je uobičajeni naziv za događaje koji su doveli do obnove suvereniteta Estonije, Latvije i Litve, triju baltičkih država pod sovjetskom kontrolom, usred raspada Sovjetskoga Saveza. Sam pojam skovao je estonski aktivist i umjetnik Heinz Valk u novinskome članku objavljenom tjedan dana nakon spontanih masovnih prosvjeda pjevanjem koje su u 10. i 11. lipnja 1988. godine održane na Pjevačkome polju, mjestu održavanja Estonskoga festivala pjesme. Nedugo nakon ovih događaja, sve su tri republike proglasile i dobile priznanje svoje neovisnosti od Sovjetskoga Saveza.

## Pozadina
Tijekom Drugog svjetskog rata, tri baltičke države okupirane su i pripojene Sovjetskome Savezu za vrijeme Staljina, prvo 1940. godine, a onda ponovo 1944. godine. Situacija se nije značajno mijenjala tijekom desetljeća. Zapad u pravilu nije priznavao sovjetsku okupaciju baltičkih država, dok su sovjetske vlasti sustavno gušile bilo kakve pokrete i ideje o ponovnoj uspostavi suvereniteta triju baltičkih država. Represija je oslabila nakon Staljinove smrti, ali nije potpuno nestala, sve do 1985. godine, kada je tadašnji sovjetski čelnik Mihail Gorbačov predstavio političko-ekonomske mjere glasnost i perestrojku. Cilj ovih mjera bio je stimulirati propadajuće sovjetsko gospodarstvo i potaknuti produktivnost, posebice na području potrošačkih dobara, liberalizacije korporativnoga poslovanja i jačanja uslužne ekonomije. Glasnost je, pak, dokinula državnu cenzuru i političku represiju, što je, jasno, dovelo do "buđenja" u neruskim sovjetskim republikama. 
Dotad službeno nepriznati problemi koje je službena Moskva držala tajnima konačno su obznanjeni javnosti, što je dovelo do nezadovoljstva na području Baltika. U kombinaciji s ratom u Afaganistanu i ranijom nuklearnom katastrofom u Černobilu, nezadovoljstvo je izraženo na vrlo javan, eksplozivan i politički eksponiran način. Estonci su se brinuli oko demografske prijetnje svome nacionalnom identitetu koja je došla u obliku velikoga priljeva stranih radnika koji su trebali raditi na velikim sovjetskim razvojnim projektima poput rudarenja fosfata (vidi: Fosforitni rat).
Pristup emigrantskim zajednicama sa Zapada kao i, posebno u Estoniji, jačanje neformalnih odnosa s Finskom te pristup finskoj televiziji (koja je stanovništu Sovjetskoga Saveza pokazala kako izgleda život na Zapadu), dodatno su doprinijele jačanju nezadovoljstva u Sovjetskome Savezu te su dovele do sve češćih demonstracija uslijed popuštanja državne represije u drugoj polovici 1980-ih godina. 
Masovne demonstracije protiv Sovjetskoga Saveza započele su nakon što je Moskva odbila uzeti u obzir nacionalnu osjetljivost svojih saveznih republika. Moskva se, naime, nadala da će neruski narodi htjeti ostati u Sovjetskome Savezu unatoč činjenici da su svi njihovi državni i nacionalni simboli sustavno uklanjani, međutim situacija se toliko pogoršala da su već 1989. godine započele kampanje za aktivno odvajanje neruskih država iz Sovjetskoga Saveza.

## Estonija
Plan sovjetske vlade da eksploatira fosforit u okrugu Lääne-Viru s potencijalno katastrofalnim učincima za okoliš i društvo obznanjen je u veljači 1987. godine. To je započelo tzv. Fosforitni rat, glasnu kampanju za zaštitu okoliša usmjernu protiv djelovanja sovjetske vlade. Dana 23. kolovoza 1987. godine, aktivistička grupacija MRP-AEG održala je sastanak u Hirveparku u staroj jezgri Tallinna, tražeći javno objavljivanje i osudu tajnoga protokola pakta Ribbentrop-Molotov. Na prosvjedu je bilo između dvije i pet tisuća ljudi.
Serijal "Pet domoljubnih pjesama" Ala Mattiisena premijerno je izveden na Pop festivalu u Tartuu u svibnju 1988. godine. U lipnju iste godine održan je festival u staroj jezgri Tallinna, a nakon službenoga dijela festivala, sudionici su se preselili na Pjevačko polje i spontano počeli pjevati domoljubne pjesme. Mattiisenov serijal pjesama ponovo je javno izveden na ljetnom rock festivalu u Tallinnu, održanom krajem kolovoza 1988. godine. U rujnu iste godine održan je i Estonski festival pjesme, koji je bio kulminacija ovih događanja. U tom je razdoblju Trivimi Velliste, čelnik Društva estonske baštine, prvi javno iskazao težnje ka obnovom estonskoga suvereniteta. U studenome iste godine Vrhovni sovjet Estonske SSR izdao je Deklaraciju suvereniteta Estonske SSR, što je bio prvi formalni čin prema obnovi suvereniteta. Godinu dana kasnije, 23. kolovoza 1989. godine, organiziran je tzv. Baltički put, neprekinuti ljudski lanac koji je išao od Tallinna do Vilniusa.
Tzv. Raspjevana revolucija trajala je ukupno četiri godine, a obilježio ju je niz raznih oblika prosvjeda. Revoluciju su predvodile tri različite skupine: Društvo estonske baštine, Narodni front i Nacionalna stranka neovisnosti. Društvo estonske baštine, osnovano 1987. godine, fokusiralo se na širenje svijesti o estonskoj povijesti kako bi dobilo podršku za stjecanje neovisnosti od Sovjeta. Narodni front, osnovan 1988. godine, želio je reorganizirati Estoniju kao samoupravnu jedinicu u sklopu labave sovjetske konfederacije. Nacionalna stranka neovisnosti, osnovana također 1988. godine, bila je radikalnija i zahtijevala je potpunu neovisnost od Sovjetskoga Saveza.
Tijekom 1991. godine, dok su službena Moskva i sovjetska vojska pokušali zaustaviti estonski napredak, novoizabrane estonske vlasti proglasile su obnovu estonske državnosti i potpunu neovisnost od Sovjetskog Saveza. Velika skupina nenaoružanih prosvjednika okupila se oko zgrade parlamenta, radijskih i televizijskih postaja kako bi ih zaštitila od eventualnoga napada sovjetske vojske. Srećom, do napada nikada nije ni došlo. Ovakvim je djelovanjem Estonija uspjela ostvariti svoju neovisnost bez ijedne prolivene kapi krvi.
Neovisnost je službeno proglašena kasno tijekom poslijepodneva 20. kolovoza 1991. godine, nakon što je postignut dogovor između nekolicine političkih stranaka. Sljedećeg su jutra, prema izvješću estonske televizije, sovjetske trupe pokušale zauzeti tallinnski TV toranj, ali bez uspjeha. Istovremeno, komunistički pokušaj puča u Sovjetskome Savezu propao je usred masovnih prodemokratskih prosvjeda na čijem je čelu bio Boris Jeljcin. 
Dana 22. kolovoza 1991. godine Island je postao prva zemlja koja je priznala neovisnost Estonije. Danas se na zidu zgrade Ministarstva vanjskih poslova nalazi spomen-ploča koja komemorira ovaj događaj, dok se samo Ministarstvo nalazi na adresi Islandski trg 1. Tekst na ploči napisan je na islandskome, estonskome i engleskome. Neke druge zemlje uopće nisu priznale sovjetsku okupaciju Estonije, tako da je proces priznanja bio čisto formalan.

## Latvija
Situacija u Latviji bila je vrlo slična kao i u Estoniji, a liberalizacija političke represije u Sovjetskome Savezu dovela je do jačanja trećega latvijskog narodnog preporoda, koji je svoj vrhunac doživio, također, sredinom 1988. godine. Kao i u Estoniji, situacija je prvotno ekskalirala oko ekoloških pitanja, ali već 1986. godine, kada su planovi sovjetske vlade da izgradi još jednu hidroelektranu na najvećoj latvijskoj rijeci Zapadnoj Dvini, te podzemnu željeznicu u Rigi, postali javno poznati. Kako bi oba projekta imala katastrofalne posljedice za okoliš, mediji su pozvali narod na pobunu, što je rezultiralo osnivanjem Kluba za zaštitu okoliša u veljači 1987. godine. Klub će ubrzo prerasti u jedan od najutjecajnijih pokreta na podrčju Latvije, te u glavnog proponenta latvijske neovisnosti. 
Dana 14. lipnja 1987. godine, na obljetnicu Lipanjskih deportacija (1941.), udruga za ljudska prava Helsinki-86, osnovana godinu ranije, organizirala je masovno polaganje cvijeća na Spomenik slobodi u Rigi, što se smatra početkom trećega narodnog preporoda. Neki izvori smatraju, ipak, da je preporod započeo već 1985. godine tijekom Festivala pjesme i plesa, kada su zborovi zahtijevali izvođenje domoljubne pjesme "Gaismas pils", čijim je prijenosom uživo na televiziji ravnao Moskvi omraženi dirigent Haralds Mednis. Značajan događaj bio je i kongres Saveza pisaca iz 1988. godine, na kojem su sudionici raspravljali o latvijskom suverenitetu, očivanju latvijskoga jezika, ali i po prvi puta javno obznanili tajni protokol pakta Ribbentrop-Molotov. Kongres je dodatno uzburkao javnost i dao poticaj pokretu za obnovu latvijskoga suvereniteta. 
Tijekom ljeta 1988. godine došlo je do osnivanja Latvijskoga narodnog fronta (koji će brojati enormnih 200 000 članova), Latvijskoga nacionalnog pokreta za neovisnost, te radikalnoga Građanskog kongresa, tri ključne udruge koje će predvoditi mirnu borbu za neovisnost Latvije. Prvi masovni prosvjedi u tada još uvijek Latvijskoj SSR održani su 7. listopada 1988. godine, a Latvijci su također sudjelovali i u realizaciji Baltičkoga puta u kolovozu 1989. godine. 
Na izborima za Vrhovni sovjet održanima u ožujku 1990. godine, pobornici neovisnosti osvojili su većinu. Dana 4. svibnja iste godine, Vrhovni je sovjet usvojio dokument poznat pod naslovom "O obnovi neovisnosti Republike Latvije", koji je pozivao na obnovu latvijskoga suvereniteta i Ustava iz 1922. godine. Ipak, za razliku od Estonije, situacija u Latviji nije prošla potpuno mirno, s obzirom da su komunisti u siječnju 1991. godine uz pomoć vojske pokušali srušiti zakonito izabrani Vrhovni sovjet. Latvijski prosvjednici uspjeli su zaustaviti sovjetske trupe u preuzimanju strateških položaja, a ovi su sukobi danas znani kao "Barikade". Nakon neuspješnoga komunističkog puča u kolovozu, Latvija je promptno reagirala te je 21. kolovoza 1991. godine proglasila kako je proces obnove neovisnosti započet 4. svibnja 1990. godine dovršen, te je proglašena nezavisna i suverena Republika Latvija.

## Litva
Kao i u ostalim baltičkim državama, otvoreni otpor sovjetskoj vlasti bio je rijedak, a iako je kulminirao u istom razdoblju kao i u Estoniji i Latviji, otpor u Litvi započeo je najranije, već početkom 1970-ih godina, kada je došlo do prosvjeda u Kaunasu 1972. godine. Ipak, tek su u drugoj polovici 1980-ih počela aktivnija prosvjedna djelovanja protiv sovjetskih vlasti. Brojni su glazbenici, kao i u ostalim zemljama, izvodili domoljubne pjesme ili su u svoje pjesme ubacivali stihove domoljubih pjesnika poput Bernardasa Brazdžionisa ili Justinasa Marcinkevičiusa. Tijekom 1987., festival Roko maršas također je podizao svijest o nacionalnom pitanju među publikom. Iste godine došlo je i do osnivanja brojnih udruga, dobar dio kojih se bavio zaštitom okoliša. 
Dana 3. lipnja 1988. godine osnovan je društveno-politički pokret Sąjūdis. Među pokretačima pokreta bili su mnogi ekološki aktivisti poput Zigmasa Vaišvile i Gintarasa Songaile. Iako je Sąjūdis u početku podržavao režim, već je početkom jeseni 1988. godine postao otvorena oporba partiji. Aktivne suverenističke organizacije ubrzo su počele organizirati prosvjede diljem zemlje. Najpoznatiji među njima dogodio se 28. listopada 1988., a bio je toliko intenzivan da je nasilno prekinut. Narod je bio bijesan na nasilnu reakciju države i naknadna javna reakcija dovela je do niza ostavki u KP Litve, među kojima je bila i ona čelnika Ringaudasa Songaile, tako da su na čelo partije došli umjereniji članovi.
Jedna od prvih odluka nove vlasti bila je ona o povratku Katedrale u Vilniusu Katoličkoj Crkvi koja je dotad bila prenamijenjena u muzej likovne umjetnosti. Himna Litve, kao i nacionalna trobojnica ponovo su legalizirani 18. studenoga 1988. godine, zamijenivši tako zastavu i himnu Litavske SSR. Uslijedilo je i priznanje litavskoga jezika kao službenog, čime je on postao jedini službeni jezik u zemlji. Iako je potonja odluka bila ključna za uklanjanje nekih prosovjetskih čelnika iz vrha partije, izazvala je negodovanje među zajednicama u kojima su se govorili poljski i ruski jezik. Sljedeći potez bilo je obnavljanje brojnih nacionalnih spomenika, koji su ponovno postavljani tijekom 1988. i 1989. godine. 
Tijekom 1989. godine, mnoge nacionalne organizacije odvojile su se od središnjih organizacija u sklopu Sovjetskoga Saveza, a partija je do kraja godine pristala organizirati slobodne izbore u Litvi 1990. godine, koje je očekivano izgubila. Posljedično, Litva je 11. ožujka 1990. godine postala prva baltička država koja je proglasila neovisnost od Sovjetskoga Saveza. Istovremeno, Latvija i Estonija tvrdile su kako je sovjetska okupacija od samog početka bila nelegalna te kako je potrebno razdoblje tranzicije prije ostvarivanja pune neovisnosti, što je kulminiralo nakon propasti Kolovoškog puča 1991. godine. Zbog te činjenice, većina zapadnih zemalja, uz izuzetak Islanda, u početku je imala zadrški oko priznanja litavske neovisnosti. Odgovor sovjetske vojske na proglašenje neovisnosti bio je oštar. Dana 13. siječnja 1991. godine, četrnaest mirnih prosvjednika u Vilniusu poginulo je, a na stotine ih je ozlijeđeno prilikom obrane televizijskoga tornja i palače Parlamenta od sovjetskih trupa i tenkova. U suvremenoj litavskoj historiografiji, ovaj se događaj naziva "Krvava nedjelja". Litvanci su uspješno obranili svoju neovisnost, međutim, međunarodna priznanja neovisne Litve uslijedila su tek od kolovoza 1991. godine.

## Značajne prosvjedne pjesme
- "Baltik se budi!" (Estonija/Latvija/Litva)
- "Brīvību Baltijai"[22] (Latvija) (hrv. "Sloboda za Baltik")
- "Dzimtā valoda"[22] (Latvija) (hrv. "Materinji jezik")
- Lāčplēsis (Latvija) (hrv. "Ubojica medvjeda")
- "Manai Tautai"[22] (Latvija) (hrv. "Mojoj naciji")
- "Gaismas pils"[23] (Latvija) (hrv. "Dvorac svjetlosti")
- "Pūt, Vējiņi!"[23] – latvijska verzija livonske vjenčane narodne pjesme ("Pūgõ tūļ"), a koja se često koristila kao neslužbena zamjena za državnu himnu u vrijeme sovjetskoga doba. (Latvija) hrv. "Pušite, vjetrovi!")
- "Saule, Pērkons, Daugava"[23] (Latvija) hrv. "Sunce, grom, Daugava")
- "Ei ole üksi ükski maa"[22] (Estonija) (hrv. "Nijedna zemlja nije sama")
- "Eestlane olen ja eestlaseks jään"[22] (Estonija) hrv. "Ja sam Estonac i ostat ću Estonac")
- "Isamaa ilu hoieldes"[22] (Estonija) (hrv. "Ljepota domovine")
- "Sind surmani"[22] (Estonija)
- "Mingem üles mägedele"[22] (Estonija) (sh. "Idemo u planine")
- "Laisvė" (izvorno Eurika Masytė) (Litva) (hrv. "Sloboda")
- "Palaimink Dieve mus" (Litva) (hrv. "Bog nas blagoslovio")
- "Dėl Tos Dainos" (Litva) (hrv. "Za tu pjesmu")
- "Pabudome ir kelkimės" (Litva) hrv. "Probudili smo se, sada ustanimo")
- "Kokia nuostabi, Lietuva esi" (originalni izv. Kipras Mašanauskas) (Litva) (hrv. "Kako si čudesna, Litvo")
- "Šaukiu aš tautą" (originalni izv. Vytautas Kernagis) (Litva) (hrv. "Pozivam naciju")
- "Tėvyne dainų ir artojų" (originalni izv. Rondo) (Litva) (hrv. "Domovine pjesme i sinova zemlje")
- "Mano mylimoji/per pasaulio sniegą ..." (originalni izv. Gintarė Jautakaitė) (Litva) (hrv. "Moja voljena/Kroz svjetski snijeg")
- "Broli, neverk!" (Litva) (hrv. "Brate, ne plači")

## Vanjske poveznice
- A Lithuanian history, including information about Bloody Sunday, pristupljeno 28. rujna 2022.
- Tallinn-Life: A Brief Guide to the Estonian Singing Revolution, pristupljeno 28. rujna 2022.
- Aadu Jogiaas: Disturbing soviet transmissions in August 1991 Museum of Occupations, pristupljeno 28. rujna 2022.
- The Singing Revolution, US documentary film of the Estonian Singing Revolution, pristupljeno 28. rujna 2022.
- General information about The Singing Revolution, pristupljeno 28. rujna 2022.
- Washington Newsletter - When Songs Trumped Rifles, pristupljeno 28. rujna 2022.
- Singing Revolution Cantata performance at UIC pavilion, Chicago, IL, Summer, 2015, pristupljeno 28. rujna 2022.